# Цар-Асен (Тырговиштская область)
Цар-Асен (болг. Цар Асен) — село в Болгарии. Находится в Тырговиштской области, входит в общину Попово. Население составляет 148 человек (2022).

## Политическая ситуация
В местном кметстве Цар-Асен, в состав которого входит Цар-Асен, должность кмета (старосты) исполняет Румяна Антонова Иванова (коалиция в составе 2 партий: Гражданский союз за новую Болгарию (ГСНБ), Федерация Активного Гражданского Общества (ФАГО)) по результатам выборов правления кметства.
Кмет (мэр) общины Попово — Людмил Веселинов (коалиция в составе 2 партий: Федерация Активного Гражданского Общества (ФАГО), Гражданский союз за новую Болгарию (ГСНБ)) по результатам выборов 2007 года в правление общины.